# Soucelles
Soucelles è un comune francese di 2 636 abitanti situato nel dipartimento del Maine e Loira nella regione dei Paesi della Loira. Dal 1º gennaio 2019 è accorpato nel nuovo comune di Rives-du-Loir-en-Anjou, insieme al comune di Villevêque.

## Società

### Evoluzione demografica
Abitanti censiti